# Edward Abeles
Edward Abeles (St. Louis, 4 november 1869 – New York, 10 juli 1919) was een Amerikaanse acteur. Hij speelde in acht films tussen 1914 en 1918. Toen hij voor Famous Players-Lasky ging werken, waarvan hij een van de oprichters was, had hij al een lange toneelcarrière achter de rug.

## Biografie
Abeles werd geboren in Saint Louis (Missouri) op 4 november 1869 en was van Poolse afkomst. Hij was advocaat en werkte als verslaggever voordat hij acteur werd. Na zijn debuut in 1891 in het toneelstuk Alabama speelde hij aanvankelijk in verschillende muzikale producties met Anna Held.
In 1906 speelde hij de hoofdrol in de succesvolle Broadway-productie van Brewster's Millions. Later hernam hij zijn rol in de eerste verfilming van het toneelstuk, onder regie van Cecil B. DeMille.
Abeles was getrouwd met actrice Charlotte Lander van februari 1900 tot zijn dood. Hij overleed aan een longontsteking op 10 juli 1919 in New York op 49-jarige leeftijd.

## Theaterwerk (Broadway)
- 1896: My Friend from India (klucht) – Charles Underholt
- 1900: The Sprightly Romance of Marsac (komedie)
- 1901: Under Two Flags (drama)
- 1902: Lady Margaret (komedie)
- 1902: The Diplomat (komedie)
- 1902: The Lady of Lyons (drama, revival)
- 1902: Mrs. Jack (komedie)
- 1903: My Wife's Husbands (klucht) – Mr. Drinkwater
- 1903: The Whitewashing of Julia (komedie)
- 1903: Glad of It (drama)
- 1904: Glittering Gloria (musical, komedie)
- 1904: The Dictator (klucht)
- 1904: The West Point Cadet (musical, komedie)
- 1904: The Rich Mrs. Repton (komedie)
- 1905: Cousin Billy (klucht)
- 1905: Man and Superman (komedie)
- 1906: Brewster's Millions (komedie) – Montgomery Brewster
- 1909: The Goddess of Liberty (musical, klucht)
- 1915: The Last Laugh (klucht)
- 1916: A Pair of Queens (klucht)
- 1916: The Master
- 1917: The Lassoo (komedie)
- 1917: On With the Dance (drama)
- 1918: Oh, Lady! Lady!! (musical, komedie) – Spike Hudgins

## Filmografie
- 1914: Brewster's Millions – Robert Brewster / Monty Brewster
- 1914: The Making of Bobby Burnit (kortfilm) – Bobby Burnit
- 1914: Ready Money – Steve Baird
- 1914: The Million – Le Baron
- 1915: After Five – Ted Ewing
- 1917: The Lone Wolf – Ducroy
- 1918: Opportunity – Johnson Bowler
- 1918: The House of Mirth – Simon Rosedale